# Pygopleurus akbesianus
Pygopleurus akbesianus är en skalbaggsart som beskrevs av Rudolph Petrovitz 1957. Pygopleurus akbesianus ingår i släktet Pygopleurus och familjen Glaphyridae. Inga underarter finns listade i Catalogue of Life.